# Rambo Amadeus
Antonije Pušić (kyrilliska: Антоније Пушић), mer känd som Rambo Amadeus (kyrilliska: Рамбо Амадеус), född 14 juni 1963 i Kotor i SR Montenegro, är en montenegrinsk-serbisk sångare. Som en självbetitlad "musiker, poet och mediamanipulatör", var han en känd artist i det forna Jugoslavien. Artistnamnet är en kombination av John Rambo och Wolfgang Amadeus Mozart.

## Karriär

### Tidiga åren
Antonije Pušić föddes i Kotor i Montenegro, vilket på den tiden tillhörde Jugoslavien. Han studerade vid Belgrads universitet. Innan hans musikkarriär började var han seglare och tävlade internationellt för Montenegro i regattor. Han blev mästare inom sporten i hemlandet flera gånger. Hans musikkarriär började under hans första år på gymnasiet. Han både sjöng och komponerade musik vilket ledde till att han snart blev inblandad i flera lokala band. År 1985 flyttade han till Belgrad i Serbien för fortsatta studier. Samtidigt som han studerade fortsatte han att spela musik med andra amatörsångare och band.

### 1980-talet
År 1988 startade hans musikkarriär då han släppte sitt debutalbum O tugo jesenja. Det var tack vare producenten Saša Habić som han fick kontrakt med skivbolaget PGP-RTB. Trots att albumets försäljning var relativt låg skapade hans musikstil tillräckligt med uppmärksamhet för att han skulle kunna fortsätta inom branschen. Hans nästa albumet var Hoćemo gusle som släpptes 1989.

### 1990-talet
I början av 1990-talet hade han utvecklats till en etablerad artist. Hans tredje album Psihološko propagandni komplet M-91 släpptes i slutet av 1991 då de Jugoslaviska krigen redan börjat. Flera av låtarna från albumet blev snabbt hits. Som följd därav gjorde han framträdanden på allt större arenor. Tack vare hans öppenhet och hans underhållande sätt blev han ofta inbjuden till TV- och radioprogram. Han blev en av de första sångarna från området att turnera i Makedonien och Slovenien efter att de länderna fått sin självständighet.
Den 29 december 1992 höll han en konsert i Skopje i Makedonien som spelades in och blev hans första livealbum Kurac, Pička, Govno, Sisa som släpptes 1993. År 1995 släppte han sitt fjärde studioalbum Muzika za decu. I juli 1995 spelade han in albumet Mikroorganizmi i Paris i Frankrike med hjälp av Goran Vejvoda. Det blev hans femte studioalbum då det släpptes följande år. I slutet av 1996 kom albumet Titanik som hade samma musikstil som hans första album. På albumet arbetade han med flera kända musiker. Efter detta turnerade han i Slovenien och spelade bland annat in sitt andra livealbum R.A. u KUD France Prešern under två konserter i Ljubljana i april 1997. Han gjorde även framträdanden i Bosnien och Hercegovina.
Den 9 juni 1998 gjorde han sitt sista framträdande i Belgrad, innan sitt planerade avbrott i musikkarriären. Han gjorde dock ytterligare två konserter i Bosnien och Hercegovina innan han flyttade till Nederländerna. Efter bara fyra månader bestämde han sig dock för att flytta tillbaka till Belgrad. Inte så oväntat återvände han till musikbranschen i och med flytten hem.

### 2000-talet
Under år 2000 arbetade han på sitt album Don't happy, be worry som producerades av Iztok Turk. År 2004 släppte han sitt tredje livealbum Bolje jedno vruće pivo nego četri ladna som följdes av studioalbumet Oprem Dobro i mitten av nästa år. Efter det arbetade han med bandet Kal år 2007. Hans tionde studioalbum Hipishizik Metafizik släpptes i juli 2008.
Mellan den 12 januari och 26 oktober 2013 gjorde Amadeus fem konserter i Serbien, Kroatien och Schweiz, bland annat i den kroatiska huvudstaden Zagreb och i Schweiz största stad Zürich.

#### Eurovision 2012
I december 2011 valdes han ut internt av RTCG till att representera Montenegro i Eurovision Song Contest 2012 i Baku i Azerbajdzjan. Den låt han framförde var "Euro Neuro". Han gjorde sitt framträdande i den första semifinalen den 22 maj. Han lyckades dock inte ta sig vidare till finalen.

## Diskografi

### Studioalbum
- O tugo jesenja (1988)
- Hoćemo gusle (1989)
- Psihološko propagandni komplet M-91 (1991)
- Muzika za decu (1995)
- Mikroorganizmi (1996)
- Titanik (1997)
- Metropolis B (1998)
- Don't Happy, Be Worry (2000)
- Oprem Dobro (2005)
- Hipishizik Metafizik (2008)
- Vrh Dna (2015)

### Livealbum
- Kurac, Pička, Govno, Sisa (1993)
- Koncert u KUD France Prešeren (1998)
- Bolje jedno vruće pivo nego četiri 'ladna (2004)
- Rambo Amadeus & Mutant Dance Sextet u Domu Sindikata (2011)

### Samlingsalbum
- Izabrana dela (1994)
- Zbrana dela 1 (1998)
- Zbrana dela 2 (1998)

### EP
- Yes No (2008)